# 司令部付勤務員 (国家人民軍)

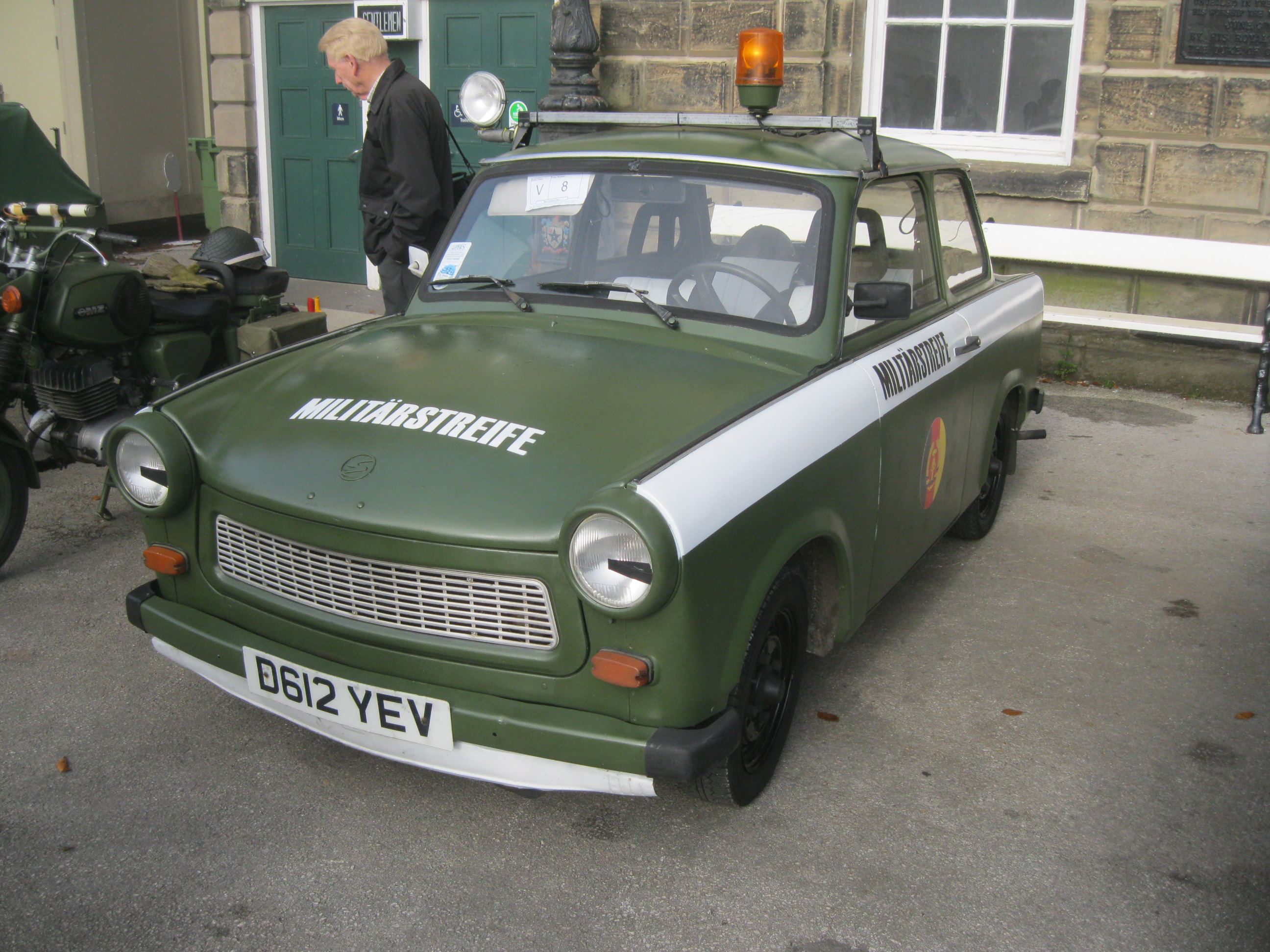
軍巡邏員用の塗装が施されたトラバント601

司令部付勤務員（Kommandantendienst, KD）とは、国家人民軍（東ドイツ軍）で制定されていた特別勤務の1つである。後には軍巡邏員（Militärstreife）とも呼ばれた。
KDは他国の憲兵と類似の任務に従事したが、独立した組織や特別の兵科といった形では設置されておらず、一般の将兵らが交代で勤務に当たった。特に重要な任務としては、パレード等の式典における警備、シュヴェート軍事刑務所における看守勤務などがあった。勤務時間は通常24時間、週末48時間とされていた。勤務中はKDとしての地位と権限を示す白色装備（斜革付のベルト、ホルスター、制帽・ヘルメットに追加する帯ないし覆いなど）を装着した。憲兵組織を常設せずに一般将兵の役職という特殊な形態を採用したのは、第二次世界大戦中に旧国防軍の野戦憲兵隊が戦争犯罪に関与したことに対する反省があったためだという。
国家人民軍におけるKD制度は、ソビエト連邦の司令部付勤務員制度（Военная комендатура）に由来する。この制度は、ロシア革命によって解体されたロシア帝国憲兵団の後継として、ソビエト連邦軍における憲兵的役職として制定されたものであり、ソビエト連邦の崩壊後のロシア連邦軍においても、2011年に憲兵総局（Военная полиция России）が編成されるまで続けられた。また、東ドイツ以外のワルシャワ条約機構加盟国においても、同様の表現が憲兵的組織や役職の名として使われた例がある。